# Taxillus umbellifer
Taxillus umbellifer là một loài thực vật có hoa trong họ Loranthaceae. Loài này được (Schult. f.) Danser miêu tả khoa học đầu tiên năm 1931.